# Alfred Neumeyer (Kunsthistoriker)
Alfred Neumeyer (geboren 7. Januar 1901 in München; gestorben 21. Januar 1973 in Oakland, Kalifornien) war ein deutsch-amerikanischer Kunsthistoriker und Schriftsteller. 

## Leben
Alfred Neumeyer wurde 1901 als Sohn des Rechtswissenschaftlers Karl Neumeyer (1869–1941) und seiner Frau Anna geboren. Nach Ende des Ersten Weltkriegs und dem Notabitur 1919 am Wilhelmsgymnasium München war Neumeyer Freikorpskämpfer und Mitglied des Freikorps Epp im Kampf gegen die Münchener Räterepublik und im Ruhraufstand. Ab 1920 studierte er Philosophie und Kunstgeschichte in München und Berlin. 
Er wurde 1925 in Berlin bei Adolph Goldschmidt über den Einfluss der englischen Neugotik auf die deutsche Architektur der Romantik promoviert und war danach Assistent am Kunsthistorischen Institut in Florenz. Weitere Ausbildungsstationen waren 1926 bis 1927 Museen in Hamburg, Lübeck und Berlin, 1928 bis 1929 in Rom. Er war ab 1930 Leiter der Pressestelle der Staatlichen Museen und Dozent in Berlin und wurde 1933 aufgrund seiner jüdischen Herkunft entlassen. Seine Eltern wurden 1941 Opfer der Judenverfolgung in Deutschland. Er emigrierte 1935 in die USA und wurde Professor am Mills College in Oakland. 1963 bis 1964 war er Gastprofessor an der Freien Universität Berlin.
Seine Urne wurde am 17. Mai 1973 auf dem Münchner Waldfriedhof beigesetzt.

## Werke
Neumeyer verfasste Lyrik, moderne Kurzgeschichten, das Stück Die Herde sucht (1932) sowie das autobiografische Werk Lichter und Schatten (Prestel, 1964), Der Blick aus dem Bilde, 1964, Essays, 1970. Sein Buch Die Kunst in unserer Zeit. Versuch einer Deutung (1961) widmete er Dem Freunde Carl Georg Heise.